# Наполес, Хосе
Хосе Наполес (исп. José Nápoles; 13 апреля 1940, Сантьяго-де-Куба, Куба — 16 августа 2019, Мехико, Мексика) — кубинский и мексиканский боксёр. Чемпион мира в полусредней весовой категории (WBC, 1969—1970, 1971—1975; WBA, 1969—1970, 1971—1975). На протяжении 40 лет (до 2015 года) являлся рекордсменом по количеству побед в боях за титул объединенного чемпиона независимо от весовой категории.
В 1969 году признан «Боксёром года» по версии журнала «Ринг».

## Профессиональная карьера
Дебютировал на профессиональном ринге 2 августа 1958 года, одержав победу нокаутом в 1-м раунде.
3 июня 1961 года победил по очкам Анхеля Робинсона Гарсию.

### Побег в Мексику
В 1961 году Фидель Кастро запретил на Кубе профессиональный спорт, в том числе и бокс. В том же году Наполес бежал в Мексику, где и продолжил карьеру профессионального боксёра. Первый бой на территории Мексики провёл 21 июля 1962 года, одержав победу нокаутом во 2-м раунде.
22 июня 1964 года нокаутировал в 7-м раунде венесуэльца Карлоса Эрнандеса.
3 августа 1965 года победил по очкам экс-чемпиона мира в 1-м полусреднем весе американца Эдди Перкинса.

### Чемпионский бой сКёртисом Коксом
18 апреля 1969 года встретился с чемпионом мира в полусреднем весе американцем Кёртисом Коксом. Кокс фактически был абсолютным чемпионом, владея обоими основными титулами (WBC и WBA). После 13-го раунда американец отказался от продолжения боя. Хосе Наполес стал новым чемпионом мира. К тому моменту кубинско-мексиканский боксёр уверенно лидировал на карточках судей: 10-2 и 11-1 (дважды).

### Второй бой сКёртисом Коксом
29 июня 1969 года состоялся матч-реванш. Кокс отказался от продолжения боя после 10-го раунда.

### Защиты титулов в полусреднем весе (1969—1970)
17 октября 1969 года победил по очкам экс-чемпиона мира в среднем весе Эмиля Гриффита. Счёт судей: 9-4, 11-4, 11-3.
14 февраля 1970 года нокаутировал в 15-м раунде американца Эрни Лопеса.

### Поражение отБилли Бакусаи потеря титулов
3 декабря 1970 года Наполес проводил очередную защиту чемпионских титулов. Его соперником был американец Билли Бакус. Бой был остановлен в 4-м раунде из-за рассечения у Наполеса. Бакус объявлен новым чемпионом.

### Второй бой сБилли Бакусоми возвращение титулов
4 июня 1971 года провёл второй бой против Бакуса. Наполес одержал досрочную победу в 8-м раунде и вернул титулы WBC и WBA в полусреднем весе.

### Защиты титулов в полусреднем весе (1971—1973)
14 декабря 1971 года победил по очкам американца Хедгемона Льюиса. Счёт судей: 8-7, 8-6, 9-4.
28 марта 1972 года нокаутировал в 7-м раунде британца Ральфа Чарльза.
10 июня 1972 года нокаутировал во 2-м раунде американца Адольфа Прюитта.
28 февраля 1973 года во второй раз в карьере встретился с Эрни Лопесом. Победил нокаутом в 7-м раунде.
23 июня 1973 года победил по очкам француза Рожера Менетре. Счёт судей: 149—139, 150—137, 150—134.
22 сентября 1973 года победил по очкам канадца Клайда Грея. Счёт судей: 70-67, 71-67, 71-65.

### Средний вес

#### Чемпионский бой сКарлосом Монсоном
Наполес поднялся в средний вес.
9 февраля 1974 года он встретился с чемпионом мира WBC и WBA аргентинцем Карлосом Монсоном. После 6-го раунда Наполес отказался от продолжения боя.

### Возвращение в полусредний вес. Защиты титулов (1974—1975)
Наполес вернулся в полусредний вес, в котором он по-прежнему являлся чемпионом.
3 августа 1974 года во второй раз встретился с американцем Хедгемоном Льюисом. Победил техническим нокаутом в 9-м раунде.
14 декабря 1974 года нокаутировал в 3-м раунде аргентинца Горацио Сальдано.
29 марта 1975 года победил по очкам американца Армандо Муньиса.
16 мая 1975 года Наполес был лишён титула чемпиона мира в полусреднем весе по версии WBA. Причиной тому стал отказ Хосе выйти на бой против пуэрториканца Анхеля Эспады, занимающего первую строчку в рейтинге WBA.
12 июля 1975 года во второй раз встретился с Армандо Муньисом. Для Хосе это была защита титула чемпиона мира в полусреднем весе по версии WBC. Действующий чемпион выиграл по очкам. Счёт судей: 149—142, 149—139, 148—142.

### Поражение отДжона Стрейсии потеря титула
6 декабря 1975 года проводил защиту титула WBC в полусреднем весе в бою против британца Джона Стрейси. Потерпел поражение техническим нокаутом в 6-м раунде. После этого ушёл из бокса.

## Признание
- В 1984 году включён во Всемирный зал боксёрской славы.
- В 1990 году включён в Международный зал боксёрской славы[29].